# Georg Schnéevoigt
Pour le cinéaste danois, voir George Schnéevoigt.
Georg Lennart Schnéevoigt est un chef d'orchestre et violoncelliste finlandais, né le 8 novembre 1872 à Viipuri (alors ville du Grand-duché de Finlande, province de l'Empire russe, aujourd'hui en Russie) et décédé le 28 novembre 1947 à Malmö (Suède).

## Biographie
Georg Schnéevoigt étudie le violoncelle avec Karl Schröder à Sondershausen et avec Julius Klengel à Leipzig. Il commence sa carrière en se produisant au violoncelle solo à travers l'Europe dans les années 1890. Il est notamment l'élève d'Édouard Jacobs au Conservatoire royal de Bruxelles. Puis il devient le premier violoncelle solo de l'Orchestre philharmonique d'Helsinki de 1896 à 1902. En 1901, il commence sa carrière de chef à Riga. De 1904 à 1908, il dirige l'Orchestre Kaim à Munich, puis de 1908 à 1909 l'Orchestre symphonique de Kiev, de 1912 à 1914, l'Orchestre symphonique d'Helsinki. En 1914, l'Orchestre symphonique d'Helsinki et l'Orchestre philharmonique d'Helsinki de Robert Kajanus fusionnent pour donner l'Orchestre de la ville d'Helsinki. Kajanus et Schnéevoigt sont chefs associés entre 1916 et 1932, puis Schnéevoigt succède à Kajanus et continue jusqu'en 1941.  
Entre 1915 et 1921, il dirige le Konsertförening à Stockholm. En 1919, il fonde l'Orchestre philharmonique de Christiania. Par ailleurs, il dirige de nombreux orchestres prestigieux, de Munich à Los Angeles. De 1927 à 1929, il dirige l'Orchestre philharmonique de Los Angeles. Entre 1929 et 1932, il est directeur de l'Opéra de Riga.
Georg Schnéevoigt épouse en 1907 la pianiste Sigrid Ingeborg Sundgren (1878–1953). Elle a joué souvent sous la direction de son époux.
Schnéevoigt a été un ami proche de Jean Sibelius dont il a défendu la musique. Il a ainsi redécouvert une partie des suites Lemminkäinen qui avaient été perdues, puis créé la première de la Symphonie n° 6.